# یوهانس گولا
یوهانس گولا (آلمانی: Johannes Golla؛ زادهٔ ۵ نوامبر ۱۹۹۷) بازیکن هندبال اهل آلمان است.